# Hoa (trò chơi điện tử)
Hoa là một trò chơi điện tử độc lập đồ họa 2D cuộn cảnh màn hình ngang thuộc thể loại phiêu lưu, giải đố kết hợp đi cảnh mang phong cách Studio Ghibli do Skrollcat Studio phát triển, hợp tác cùng Kyx Studio, đồng thời được phát hành bởi PM Studios (trên phạm vi toàn cầu) và CE-Asia (tại Trung Quốc). Trò chơi ra mắt công chúng lần đầu tại sự kiện Wholesome Direct – Indie Game Showcase giữa năm 2020 và được phân phối cho các nền tảng Microsoft Windows và Mac OS (Steam), Nintendo Switch, PlayStation, Xbox One cũng như Xbox Series X/S vào ngày 24 tháng 8 năm 2021. Trò chơi theo chân nhân vật Hoa trên hành trình trở về quê hương sau nhiều năm xa cách, với mục đích sử dụng phép thuật để hồi sinh vùng đất từng là quê nhà của cô. Trên hành trình ấy, Hoa bắt đầu khám phá ra những bí mật về bản thân mình.
Ý tưởng của trò chơi khởi nguồn từ năm 2017 bằng dự án tại trường đại học của sinh viên Cao Sơn Tùng. Khi có ý tưởng, Tùng liên hệ người bạn là Lê Sơn Trà để sắp xếp nội dung câu chuyện. Quá trình xây dựng trò chơi được tiến hành vào năm 2019 với bốn thành viên ban đầu. Thông qua sự liên hệ của Trà, Johannes Johansson trở thành thành viên thứ năm của nhóm. Dưới sự cộng tác của Kyx Studio, Hoa nhận được sự trợ giúp về nhiều mặt để nhanh chóng hoàn thiện. PM Studios sau đó trở thành nhà phát hành chính thức của trò chơi. Hoa nhận được nhiều đánh giá đa dạng, phần lớn dành lời khen cho cốt truyện, thiết kế cũng như phần âm nhạc, nhưng bên cạnh đó cũng chỉ ra những hạn chế về mặt thời lượng và độ khó.

## Lối chơi
Hoa là một trò chơi 2D cuộn cảnh màn hình ngang, thuộc thể loại giải đố kết hợp đi cảnh. Với lối chơi tương đối đơn giản, người chơi điều khiển nhân vật đi đến các ngọn cây và hang động, nhiệm vụ là đánh thức những động vật to lớn trong rừng. Mỗi khu vực đều có những biểu tượng bí ẩn để người chơi đánh thức con quái thú đang ngủ yên nằm ở trung tâm màn chơi. Người chơi được yêu cầu tương tác với các chữ tượng hình và thu thập năm con bướm vàng, thứ sau này cần thiết để mở khóa các màn chơi và các khả năng mới như đẩy vật thể, dậm (để nhảy cao hơn), nhảy đúp và kĩ năng bay. Bọ và các loài sinh vật cũng là cách giúp người chơi di chuyển giữa các khu vực. Người chơi có thể dụ bọ hung đến vị trí họ mong muốn của mình, sau đó sử dụng vỏ của chúng để tiếp cận khu vực cao hơn, hay sử dụng ấu trùng sâu bướm để bay lượn trên bầu trời hoặc nhảy lên bọ rùa trước khi chúng bay đi, hay nhảy lên lưng, bám vào tay chân của các sinh vật này để đến vị trí mong muốn. Bên cạnh đó, người chơi còn có thể đẩy các tảng đá đến những cụm bụi phát quang sinh học và lợi dụng chúng để tiếp cận vị trí cao hơn. Trong các phân đoạn dưới nước, người chơi còn có thể cưỡi trên lưng những con cá, sứa hay thậm chí là cua khổng lồ để di chuyển.
Bản đồ của Hoa chỉ cho biết vị trí tương đối của mục tiêu của nơi người chơi đang ở trong đó. Mỗi khu vực và câu đố là một khám phá mới và thường chỉ xuất hiện khi người chơi đến gần đó. Thiết kế tối giản giúp người chơi nhanh chóng nhận ra cách tương tác với chướng ngại mới xung quanh cũng như triển khai các kỹ năng mà họ vừa học được. Hầu hết các khu vực đều chứa các câu đố liên quan đến các kỹ năng mới học, xen kẽ với chuyển động theo thời gian. Kẻ thù duy nhất mà người chơi phải đối mặt là những người máy "nhỏ, trông cô đơn". Chúng tấn công người chơi bằng cách "đá" vào nhân vật và đẩy người chơi ra xa. Mặc dù vậy, nhân vật mà người chơi điều khiển sẽ không chết, cũng không bị thương. Theo giám đốc sáng tạo Skrollcat Studio Lê Sơn Trà, việc lập trình như vậy là để "làm cho những thử thách đặt ra càng ít bạo lực càng tốt".
Trên PlayStation 5, tay cầm DualSense giúp người chơi Hoa trải nghiệm thêm một số tính năng khác so với các nền tảng còn lại. Cụ thể, khi người chơi nhấn phím R2 trên tay cầm, nhân vật chính có thể bay trong một khoảng thời gian ngắn. Bộ kích hoạt thích ứng (adaptive triggers) khiến người chơi có cảm giác khó kéo cần điều khiển hơn khi nhân vật sắp cạn năng lượng. Thiết bị phản hồi xúc giác (haptic feedback) trên tay cầm không dây có nhiệm vụ bắt chước các hành động diễn ra suốt trò chơi. Ngoài ra, người chơi còn có thể nghe tiếng động của lá cây thông qua loa của bộ điều khiển.

## Nội dung
Tại một vùng đất xa lạ, có một chiếc lá trôi dạt vào, trên đó chở theo một cô bé nhỏ nhắn trong bộ áo choàng màu đỏ tên là Hoa. Cô mang trong mình năng lực đặc biệt là hồi sinh cây cỏ và đánh thức động vật. Tiến về phía trước, Hoa bắt gặp những sinh vật đang chào đón mình như người quen cũ. Cô đi sâu vào rừng và gặp một con bọ hung. Nó chỉ dẫn cho Hoa đến gặp hội sâu nếu cô muốn biết thêm về thân thế. Lần tìm đến hang ổ của hội sâu, hoa gặp gỡ công nương sâu, một người từng rất thân thiết với gia đình Hoa. Tại đây, Hoa biết được rằng tộc trưởng của tộc bọ hung là người đã cứu mạng mình nhiều năm về trước.
Hoa đến gặp tộc trưởng tộc bọ hung. Ông ngạc nhiên trước sự đổi thay của cô bé mà mình từng cứu mạng, đồng thời chỉ dẫn Hoa đến gặp tộc đá vì năm xưa gia đình Hoa đã gửi gắm cô cho họ. Trên đường đi, cô biết được thêm rằng mình là một thành viên của tộc tiên thông qua những cư dân ở đây. Khi gặp tộc trưởng tộc đá, ông tiết lộ cho Hoa biết gia đình cô đưa cô đến chỗ ông ngay khi họ bị bắt đi. Bản thân tộc trưởng cũng chính là người đã giấu Hoa khỏi tay bọn truy đuổi, nhưng công lớn phải kể đến một chàng ân nhân, người mà ông gọi là "anh ta". Để tìm hiểu thông tin về "anh ta", Hoa tìm đến chỗ nữ vương bọ rùa. Nữ vương kể lại rằng vị ân nhân kia đã một mình cầm chân bọn truy đuổi để bà an toàn mang cô đi, nhưng kết cục là anh ta cũng bị chúng bắt. Để tìm vị ân nhân, Hoa nghe lời hướng dẫn của nữ vương đến gặp bác bạch tuộc khổng lồ, người đã đặt cô lên chiếc lá và thả trôi theo dòng nước, giúp cô thoát khỏi vùng đất này.
Nhờ sự giúp đỡ của bác bạch tuộc, Hoa chui vào đường ống ngầm và đến sào huyệt của bọn robot, những kẻ truy đuổi tộc của Hoa khi xưa. Sau một hồi lang thang trong đường ống, cô cuối cùng cũng gặp lại vị ân nhân. Anh ta cũng là một con robot và đang bị đồng loại trói chặt bằng một sợi xích. Cô nghe anh kể lại toàn bộ sự việc nhiều năm về trước. Cảm động trước tấm chân tình mà vị ân nhân đã làm cho mình, Hoa giúp anh thoát ra. Tuy nhiên, khi sợi xích vừa buông xuống cũng là lúc anh ta bị tái lập trình, mất hết ký ức, đôi mắt chuyển sang màu đỏ và truy đuổi Hoa. Sau cùng, cô bị chính vị ân nhân cứu mạng năm xưa giết chết. Trong thời khắc cuối cùng, Hoa dùng chút tiên lực còn sót lại để cứu chuộc linh hồn anh robot, giúp mắt của anh hóa xanh trở lại. Ngay sau đó, Hoa đến một vùng đất lạ, tương tự với thế giới thực nhưng chỉ có hai màu đen trắng và mọi thứ đều bị đảo lộn. Tại nơi cuối cùng trong thế giới ấy, Hoa gặp lại anh robot. Anh chìa tay ra, âu yếm đón cô vào lòng bàn tay của mình.

## Quá trình phát triển

### Ý tưởng
Cao Sơn Tùng, trả lời phỏng vấn tạp chí WIRED về cảm hứng xây dựng trò chơi.
Ý tưởng về Hoa xuất hiện từ năm 2017 khi Cao Sơn Tùng đang học trong trường đại học. Theo Tùng, anh muốn "tạo ra một trò chơi cuộn ngang trông thật bắt mắt giống như những người tiền nhiệm là Trine, Limbo và Rayman". Tùng bắt đầu dự án bằng việc xây dựng cốt truyện với ý tưởng về một nhân vật đang tìm đường về nhà. "Đó là một kịch bản đơn giản và tao nhã, cho phép chúng tôi đưa các nhân vật đi qua nhiều dạng môi trường khác nhau và thể hiện kiểu hình ảnh cuộn ngang đẹp mắt, đồng thời cũng tạo ra rất nhiều tiềm năng cho cốt truyện", anh nói. Sau khi có ý tưởng về cốt truyện, anh tìm đến Lê Sơn Trà, người sau này sẽ trở thành giám đốc sáng tạo của dự án để sắp xếp nội dung câu chuyện. Hai người gặp nhau tại Đại học Công nghệ Nanyang. Khi ấy, Tùng đang làm việc trong phòng thí nghiệm trò chơi của trường đại học và Trà đang hoàn thành chương trình học về hoạt hình. Theo Tùng, việc gặp Trà là thứ truyền cảm hứng nhất cho anh trong việc xây dựng cốt truyện thông qua hành động cô tỉ mỉ nhặt những con ốc sên bò trên lối đi và nhẹ nhàng đặt chúng lên bãi cỏ khi hai người học chung đại học. Sau này, khi Hoa phát triển hơn, anh đã mời bạn bè trong trường của mình tham gia. Dự án do đội ngũ các sinh viên đến từ Đại học Công nghệ Nanyang và Đại học Quốc gia Singapore bắt đầu xây dựng vào năm 2019. Ban đầu, nhóm có bốn thành viên, hai người là họa sĩ và hai người là lập trình viên. Cao Sơn Tùng và Lê Sơn Trà đồng sáng lập dự án, Trần Quang Minh và Quách Trí Dũng vai trò lập trình, trong đó Minh là lập trình viên chỉ huy. Tất cả bọn họ đều có công việc toàn thời gian và hoạt động trong dự án Hoa vào thời gian rảnh. Cao Sơn Tùng là thành viên duy nhất trong nhóm có kinh nghiệm trong ngành công nghiệp trò chơi điện tử. Công việc xây dựng nhân vật chính cũng bắt đầu với nhiều mẫu thiết kế khác nhau. Cuối cùng nhóm phát triển chọn kiểu thiết kế vẽ tay mang phong cách của Studio Ghibli. Phần mềm Unity được sử dụng để thiết kế trò chơi.

### Phát triển
Đầu năm 2019, Johannes Johansson tham gia Skrollcat Studio. Sơn Trà là người phát hiện ra anh khi nhóm đang tìm kiếm một nhà soạn nhạc. Cô muốn Johansson tham gia vào dự án khi nghe những bản nhạc demo của anh. Một người nào đó đã giới thiệu Hoa cho Johansson trên mạng xã hội, và đồ họa của trò chơi ngay lập tức đã khơi dậy sự quan tâm của anh. Cùng thời điểm đó, nhóm phát triển của Trà mở một cuộc thi sáng tác nhạc. Người chiến thắng trong cuộc thi sẽ có cơ hội sáng tác cho Hoa. Cuối cùng, sau hai ngày sáng tác, tác phẩm do Johansson sáng tác hoàn thành và trở nên nổi bật trong cuộc thi. Bên cạnh đó, cuộc thi còn cho phép Skrollcat Studio làm quen với Laurie Koivisto, một nhà soạn nhạc kiêm thiết kế âm thanh đến từ Phần Lan. Koivisto từng có kinh nghiệm tham gia thiết kế âm nhạc cho nhiều phim hoạt hình và các buổi diễn sân khấu khác nhau. Vào mỗi giai đoạn sản xuất, nhóm đều gửi hình ảnh, phần chơi và nhịp truyện cho Johansson và anh sẽ sáng tác nhạc dựa vào cảm hứng từ đó. Nhạc nền của trò chơi hoàn toàn nguyên bản và được thu âm trực tiếp. Trong một cuộc phỏng vấn, nhóm phát triển Hoa thừa nhận sự kết hợp của họ giống như băng Hải Tặc Mũ Rơm trong tác phẩm One Piece đến từ Nhật Bản.
Theo Skrollcat Studio, phong cách nghệ thuật tổng thể của Hoa phải dựa trên ba tiêu chí: thứ nhất, trò chơi phải đẹp và ấn tượng, đủ để người chơi bỏ thời gian vào trong thế giới của trò chơi; thứ hai, nó phải khả thi về mặt kỹ thuật và cuối cùng, nhân vật phải phù hợp với phong cách mà nhà phát triển tạo dựng. Vì nhân vật Hoa đã được tạo cho một tính cách rõ ràng nên hãng bắt đầu thử nghiệm "kéo và thả", nghĩa là đặt nhân vật vào trong nhiều bối cảnh, phong cách khác nhau để xem mọi thứ có phù hợp hay không. Thế giới trong Hoa được xây dựng dần theo cách này. Thiết kế bối cảnh của Hoa cũng tương đồng với những trò chơi 2D cuộn cảnh màn hình ngang khác, khi các nhân vật được đặt ở các độ sâu khác nhau nhằm tạo hiệu ứng thị sai. Cốt truyện và hành động của nhân vật trong trò chơi được Skrollcat Studio dùng làm trung tâm của thiết kế. Những yếu tố nào không phục vụ mục đích này sẽ bị loại bỏ.
Nhóm của Tùng cũng dành ra nhiều thời gian để xem các bộ phim do hãng Ghibli sản xuất nhằm tái tạo dạng đồ họa đặc trưng của hãng này vào trò chơi. Việc tái tạo này được thực hiện bằng phần mềm Adobe Photoshop. Sau vài tháng thực hành, sản phẩm của nhóm đạt mức chấp nhận được. Để bù đắp những thiếu hụt còn lại, nhóm phát triển sử dụng bộ xử lý hậu kỳ tích hợp sẵn trong phần mềm Unity. Hãng không chỉ cố gắng tái tạo chủ đề của những bộ phim như Hàng xóm của tôi là Totoro hay Công chúa Mononoke, họ còn muốn những cảm xúc mà những thế giới đó được truyền tải một cách trực quan. Bên cạnh việc lấy cảm hứng từ các tác phẩm của Studio Ghibli, Hoa còn mang cảm hứng chủ đạo từ tác phẩm Dế Mèn phiêu lưu ký của nhà văn Tô Hoài. Trò chơi không chỉ sử dụng tác phẩm này như một "sự ảnh hưởng mang tính tường thuật" mà còn truyền tải cảm xúc của chú dế thông qua nhân vật Hoa, dựa trên quan niệm về thiên nhiên và bảo vệ môi trường. Cao Sơn Tùng từng chia sẻ với tạp chí WIRED rằng ảnh hưởng của yếu tố Việt Nam trong Hoa "rộng lớn hơn bất kỳ phần cụ thể nào của giao diện trò chơi hoặc sự kiện quan trọng trong cốt truyện". Cuối năm 2019, Tùng xin nghỉ việc, chuyển về Việt Nam để dành toàn bộ thời gian cho việc xây dựng Hoa. Thời điểm đó Sơn Trà cũng vừa tốt nghiệp đại học. Các thành viên còn lại vẫn ở lại Singapore và hỗ trợ xây dựng trò chơi khi có thể. Khi phạm vi của trò chơi trở nên nổi tiếng và vượt khả năng của nhóm, Tùng và Trà bắt đầu tìm kiếm thêm sự trợ giúp từ bên ngoài. Họ tìm đến Kyx Studio, một studio Việt Nam "có chung tư duy và tầm nhìn" với nhóm. Kyx Studio hỗ trợ hầu hết các vị trí trong quy trình sản xuất trò chơi, qua đó giúp thúc đẩy Hoa hoàn thiện nhanh chóng.
Paul Hartling từ PM Studios, nhà phát hành của Hoa, xem trước trò chơi qua một buổi giới thiệu từ Wholesome Games, cho biết ông đã "há hốc mồm" về trò chơi. Còn Michael Yum, chủ tịch PM Studios nói rằng ông biết về trò chơi thông qua một người bạn. Yum và những người trong công ty ấn tượng với trailer của trò chơi, do đó ông đã tìm kiếm trang web của Hoa, đồng thời liên hệ với Skrollcat Studio với mong muốn trở thành nhà phát hành trò chơi. Theo Yum, mất khá nhiều thời gian trước khi Skrollcat Studio chấp nhận đề nghị của ông. Lê Sơn Trà cho rằng cô "cảm nhận được tình yêu" vào thời điểm mà công ty của Yum tiếp cận với nhóm phát triển.

## Âm nhạc
Bài hát chủ đề của Hoa là sự kết hợp giữa dàn nhạc giao hưởng trên nền nhạc đệm piano, với 22 nhạc cụ tham gia biểu diễn. Bên cạnh ca khúc chủ đề, mỗi phần của Hoa đều ẩn chứa một màu sắc cảm xúc riêng biệt. Cụ thể, khi người chơi vượt từ màn này sang màn khác, bên cạnh hiệu ứng hình ảnh thay đổi thì trải nghiệm âm nhạc cũng thay đổi theo. Ngoài ra, mỗi khu vực trong trò chơi đều có nhạc nền riêng, miễn là người chơi vẫn còn trong khu vực đó thì bản nhạc sẽ luôn được phát lặp lại. Khi phát triển trò chơi, đội ngũ sản xuất đã cố gắng tập trung nhiều hơn vào việc kể chuyện bằng âm nhạc, đồng thời thiết lập các chủ đề khác nhau cho mỗi nhân vật và mỗi xúc cảm riêng biệt, với kỳ vọng rằng âm nhạc "sẽ làm cho thế giới và câu chuyện của Hoa trở nên sống động nhất có thể".
Đội ngũ xây dựng âm nhạc cho Hoa bao gồm ba nghệ sĩ chính: Johannes Johansson và Lauri Koivisto là đội ngũ sáng tạo chính của phần âm nhạc, chịu trách nhiệm sáng tác và sắp xếp các bài nhạc. Simon Paldanius, kỹ sư âm thanh, chịu trách nhiệm thu âm piano, kèn trumpet và kèn trombone. Ngoài ra, đội ngũ sản xuất âm nhạc cũng hợp tác với Josh Plotner với mục đích thu âm các loại nhạc cụ có dây và nhạc cụ gỗ. Tại nơi làm việc, Johansson sẽ đưa cho Paldanius bản nháp đầu tiên của bài nhạc piano, để rồi cùng nhau, họ bắt đầu suy nghĩ về cấu trúc cũng như âm sắc của toàn bộ bài nhạc. Sau đó, Koivisto sẽ bắt đầu bổ sung thêm các yếu tố của một dàn nhạc vào. Theo Paldanius, trọng tâm chính của anh là tạo ra những giai điệu du dương phù hợp với trò chơi. "Tôi muốn âm nhạc duy trì cảm giác sân khấu, và tôi cũng hy vọng rằng người chơi có thể cảm nhận được sức hấp dẫn của thiên nhiên và cảm giác về thế giới khác", Paldanius nói.
Nhạc nền của Hoa được phát hành cùng ngày với ngày phát hành trò chơi. Dưới đây là danh sách nhạc lấy từ Steam.
| Hoa: Original Soundtrack | Hoa: Original Soundtrack | Hoa: Original Soundtrack |
| STT                      | Nhan đề                  | Thời lượng               |
| ------------------------ | ------------------------ | ------------------------ |
| 1.                       | "Intro"                  | 1:14                     |
| 2.                       | "Waltz"                  | 2:32                     |
| 3.                       | "Hoa"                    | 4:16                     |
| 4.                       | "Bouncy Larvas"          | 3:34                     |
| 5.                       | "Dance of the Ladybugs"  | 5:46                     |
| 6.                       | "Hello Rocks"            | 2:47                     |
| 7.                       | "Underwater"             | 5:42                     |
| 8.                       | "The Factory"            | 3:16                     |
| 9.                       | "Rescue"                 | 3:03                     |
| 10.                      | "Alarm"                  | 0:53                     |
| 11.                      | "RUN!"                   | 3:06                     |
| 12.                      | "Remember"               | 1:13                     |
| 13.                      | "Memory"                 | 3:10                     |
| 14.                      | "Lullaby"                | 2:00                     |
| 15.                      | "Lullaby (Mirror)"       | 2:00                     |
| 16.                      | "Lullaby (Upside Down)"  | 3:17                     |
| 17.                      | "Lullaby (Reverse)"      | 1:57                     |
| Tổng thời lượng:         | Tổng thời lượng:         | 49:46                    |

## Phát hành
Hoa ra mắt công chúng quốc tế lần đầu tại sự kiện Wholesome Direct – Indie Game Showcase giữa năm 2020, sau đó là sự kiện Nintendo Indie World Showcase vào ngày 15 tháng 12 cùng năm. Trò chơi dự kiến ra mắt nền tảng Nintendo Switch vào tháng 4 năm 2021 và nền tảng PlayStation 5 vào tháng 7 cùng năm. Tháng 3 năm 2021, một video gameplay dài 7 phút của trò chơi được công bố. Sau sự kiện Wholesome Direct năm 2021, nhà phát hành Hoa công bố sẽ ra mắt trò chơi vào ngày 24 tháng 8. Phiên bản kỹ thuật số của trò chơi dự kiến sẽ ra mắt với giá 14,99 đô la Mỹ và các phiên bản vật lý sẽ có giá 39,99 đô la Mỹ tại một số hệ thống bán lẻ, bao gồm voucher cho phiên bản album nhạc kỹ thuật số. Trò chơi ra mắt vào ngày 24 tháng 8 năm 2021 trên các nền tảng Microsoft Windows và Mac OS (Steam), Nintendo Switch, PlayStation, Xbox One cũng như Xbox Series X/S, qua đó trở thành trò chơi điện tử đầu tiên của Việt Nam có mặt trên tất cả các nền tảng gaming lớn nhất thế giới. Giá của phiên bản ra mắt không đổi so với mức giá dự kiến. Tuy nhiên, bên cạnh voucher cho phiên bản album nhạc như đã công bố trước đó, nhà phát hành còn tặng kèm một tấm bưu thiếp, trong đó ghi "lời nhắn nhủ từ chính nhân vật Hoa". Tại thị trường Trung Quốc, Hoa do nhà phát hành CE-Asia phân phối cho Sonkwo trên hai nền tảng Windows và Mac OS. Ngoài ra, Skrollcat Studio còn dành riêng cho người chơi tại nước này một đoạn video chào mừng, trong đó giới thiệu một số tính năng đặc biệt của trò chơi. Tại Việt Nam, phiên bản dành cho máy tính cá nhân đã bị crack ngay khi vừa ra mắt.

## Đón nhận

### Đánh giá chuyên môn
Tại Việt Nam, báo Pháp luật và bạn đọc nhận định Hoa là "mốc son mới" cho ngành công nghiệp trò chơi điện tử tại quốc gia này. Trên trang web tổng hợp đánh giá Metacritic, trò chơi nhận được điểm đánh giá trung bình. Còn trên trang web tổng hợp đánh giá OpenCritic, Hoa được 58% các nhà phê bình khuyến nghị nên chơi. Tờ Los Angeles Time cho rằng Hoa là trò chơi "phải chơi" trong năm 2021. Trò chơi cũng nằm trong danh sách 15 trò chơi góp phần "duy trì niềm vui suốt năm" của tờ báo này. Trong khi đó, trang web Nintendo Enthusiast xếp Hoa vào hàng "những trò chơi điện tử tươi đẹp nhất từng được tạo ra". Laura Gray của Screen Rant khẳng định Hoa "là một trò chơi giải đố đáng chơi nhiều lần, vì mỗi cuộc hành trình mới qua các vùng đất diệu kỳ là một lần những chi tiết mới được tiết lộ, và [trò chơi] vẫn thú vị như lần đầu tiên". Nhà phê bình Donovan Erskine viết trên Shacknews rằng Hoa "là một trải nghiệm yên bình mà đảm bảo rằng sẽ không trở nên nhàm chán. Môi trường tuyệt đẹp, lối chơi gọn gàng và nhạc nền quyến rũ [...] Đây là trò chơi hoàn hảo để thư giãn và giải trí nếu bạn đang căng thẳng, lo lắng hoặc chỉ muốn hít thở bầu không khí trong lành". Trên trang web Saigoneer, tác giả Khôi Phạm đã thốt lên rằng Hoa "tỏa sáng như một ngọn hải đăng trong cơn bão cuồng nộ, neo giữ ta ổn vững giữa khoảng thời gian hỗn loạn".
Viết cho ấn phẩm KeenGamer, Kara Phillips-Ashman khen ngợi nghệ thuật vẽ tay, các nhân vật, các chỉ dẫn và nội dung cốt truyện của Hoa, đồng thời đặc biệt ấn tượng với phần nhạc nền. Tuy nhiên, cô cho rằng trò chơi vẫn còn nhiều hạn chế, chẳng hạn như tỉ lệ khung hình đôi khi bị giảm khi màn hình mở quá nhiều hay phải mất nhiều thời gian di chuyển qua lại cho đến khi mở khóa được bản đồ.  Antonino Fiore của tạp chí Eurogamer nhận định Hoa "ngắn gọn nhưng hấp dẫn". Nhà phê bình này cho rằng điểm mạnh của trò chơi là những đường cắt nghệ thuật và thiết kế sạch sẽ, không bị nhòe, nhưng thiếu hụt về độ khó và các bí mật, dẫn đến cốt truyện không sâu sắc và thiếu hấp dẫn. Trang web chuyên về trò chơi điện tử Jeuxvideo.com của Pháp cho rằng Hoa "là nơi giao nhau giữa lối chơi của Ori [and the Will of the Wisps] và định hướng nghệ thuật tại Studio Ghibli", tựa hồ "một bản hùng ca đẹp như mơ đầy màu sắc được làm sôi động thêm bởi những bản nhạc của Johannes Johansson". Cựu nhà báo Alexander Pan nhấn mạnh trò chơi "giống như món súp gà cho bộ não", rằng "vũ trụ dị thường [trong Hoa] gợi nhớ đến tác phẩm xuất sắc nhất của Miyazaki Hayao và những thanh âm tuyệt vời đậm chất piano rất lạc quan đồng thời tạo ra cảm giác kinh ngạc giống như Dịch vụ giao hàng của phù thủy Kiki". Trên tạp chí IGN, Tristan Ogilvie ví Hoa giống như "một bồn tắm bong bóng ấm áp cho bộ não", khi hầu hết mọi yếu tố trong việc trải nghiệm trò chơi "đều được thiết kế để xoa dịu", đồng thời cho rằng môi trường của Hoa tuy rất lôi cuốn nhưng có quá ít yếu tố để khám phá.
Viết cho nền tảng Gamezebo, cây bút Maria Alexander nhận định Hoa là trò chơi đẹp, "đáng để lướt qua và ngắm nhìn", đồng thời phù hợp với nhiều đối tượng người chơi khác nhau. Mặc dù vậy, trò chơi vẫn còn khá đơn giản, thời gian chơi ngắn và đôi khi có nhiều thiết kế "kỳ quặc khó hiểu". Đồng quan điểm, Lisa Pollifroni của Checkpoint Gaming dành lời khen cho phong cách thiết kế, cách dẫn dắt câu chuyện cũng như lối chơi mà các nhà phát triển xây dựng cho Hoa, nhưng cho rằng điểm trừ lớn nhất là trò chơi "không đủ thách thức", cốt truyện ngắn cùng cơ chế nhảy có phần phức tạp. Trên trang web NintendoWorldReport, Jordan Loades thừa nhận trò chơi mang nhiều thông điệp có ích, đi kèm với nhạc nền và phong cách nghệ thuật ấn tượng, nhưng bên cạnh đó là một số vấn đề về hiệu năng như giật lag, tụt FPS, cũng như thời lượng ngắn và lối chơi đơn giản. Daniel Bloodworth trên trang web Easy Allies cho rằng yếu tố hình ảnh có lợi cho lối chơi, nhưng thiết kế quá đơn giản, thử thách với độ khó không cao và cốt truyện dễ đoán khiến "sự phấn khích nhanh chóng mất đi". Bên cạnh đó, càng về cuối trò chơi thì âm nhạc lại càng trở nên "thiếu ăn nhập với môi trường". Nhà phê bình này ví nhạc nền trong Hoa như "một tay chơi piano trong đám cưới phải tiếp tục chơi trong khi mọi người bồn chồn, tự hỏi khi nào mọi thứ mới bắt đầu". Ryan Stevens từ trang web TechRaptor cũng có cách nhìn nhận tương tự khi cho rằng hầu hết các bản nhạc đều "thiếu tính cụ thể" và chỉ đem đến cảm giác "chung chung".

### Thành tựu
Năm 2021, Hoa được đề cử cho hạng mục "Trò chơi console hay nhất" của Giải TOMMI cho những phần mềm dành cho trẻ em của Đức. Năm 2022, Hoa đoạt giải tại ba hạng mục của Giải Webby, bao gồm hạng mục "Chỉ đạo nghệ thuật xuất sắc nhất", "Thiết kế âm thanh xuất sắc nhất" và "Chỉ đạo nghệ thuật xuất sắc nhất do khán giả bình chọn". Cuối năm, trò chơi giành giải Game & App Award tại Liên hoan Cinekid tổ chức ở Hà Lan.